# Антропоморфизм в каббале
Антропоморфизм в каббале — антропоморфные мифические символы в каббале, как центральной системе еврейского мистицизма, используемые для метафорического описания Бога в иудаизме.

## Библия
Антроморфизм основан на стихах из книги Бытия (Быт. 1:27):
И сотворил Бог человека по образу Своему, по образу Божию сотворил его; мужчину и женщину сотворил их.
и из книги Иова (Иов. 19:26):
во плоти моей узрю Бога.

## Каббала
Форма человеческого тела в каббале используется для описания структуры человеческой души и природы высших Божественных эманаций. Особое внимание Каббала уделяет единству мужской и женской потенции в Божественном, представляя их взаимодействие в процессе эманации в сфирот, в духовном мире Адам Кадмон (божественный антропос), между архетипическими парцуфим (божественные личности), например, парцуф Шехина—женское божественное присутствие в сфире Малхут, которое должно быть освобождено из плена нечистых сил, называемых клипот («шелухой») в нижних духовных мирах.
Одновременно каббалисты призывают освободиться в своих представлениях от телесности, дуализма, множественности или пространственных и временных коннотаций, делая акцент на том, что все божественные эманации исходят из одного источника — Ор Эйн Соф («Бесконечный свет»), приводя аргумент о том, что эмпирические термины неизбежно накладываются на опыт человека в этом мире.
Каббалисты исторически ограничивали устную передачу эзотерических знаний узким кругом людей с продвинутым обучением (знатоки Торы). Однако в разные периоды истории они стремились к широкому распространению в обществе каббалистических знаний для мессианской подготовки, подчёркивая единство каббалы с общепринятыми талмудическими, галахическими и философскими знаниями. Раввинские каббалисты приписывали саббатианству (антиномистские мистические ереси XVII—XVIII веков) ложные телесные толкования каббалы. Позднее хасидская мысль рассматривала свою религиозную популяризацию Каббалы как защиту от эзотерической телесности посредством интернализации еврейского мистицизма через психологический духовный опыт человека.

## Фон
Раввинский иудаизм эпохи Талмуда первых веков нашей эры включал в себя:
- галаху (религиозный закон)
- аггадот (повествования)
- ранний раввинистический иудейский мистицизм.

В аггадот нашли отражение:
- несистематизированная философская мысль
- антропоморфные повествовательные изображения, подчёркивающие личные отношения Бога еврейской Библии с еврейским народом.

Антропоморфные визуальные метафоры содержатся в Талмуде и Мидраше, в которых Бог:
- носит тфилин
- воплощает возлюбленного, ищущего невесту Израиля в Песне Песней
- страдает вместе со страданиями Израиля
- сопровождает его в изгнании как Шехина (женское божественное присутствие)
- появляется как воин при переходе через Красное море
- проявляется как мудрый старец во время откровения на Синае.

Джейкоб Нойзнер показывает хронологически развивающийся антропоморфизм в классической раввинистической литературе, достигающий кульминации в личном, поэтически воплощенном, реляционном, знакомом «Боге, которого мы знаем и любим» в Вавилонском Талмуде. Гершом Шолем описывает аггаду как «оригинальное выражение самых глубоких мотивов религиозного еврея» .
В Средние века в иудаизме, в еврейской философии и каббале переосмысливались классические раввинские аггадот в соответствии с различными взглядами на метафизику. Маймонид выступал против любой идолопоклоннической телесной интерпретации ссылок на Бога в еврейской Библии и раввинистической литературе, что отражено в его третьем принципе веры:
«Я верю с совершенной верой, что Творец, благословенно Имя Его, не имеет тела, и что Он свободен от всех свойств материи, и что не может быть никакого (физического) сравнения с Ним вообще»
, а также в юридической кодификации монотеизма. Он сформулировал философскую трансцендентность Бога через негативную теологию, аллегорически рассматривая все антропоморфные ссылки как метафоры действия и полемизируя с буквальной интерпретацией воображаемого мифа.
Каббалисты приняли Скрытое Божество, переосмыслив его в мистическом опыте и размышлениях как трансцендентный Эйн(«Ничто»). Однако, стремясь к личному живому Богу, они сформулировали противоположный подход—динамическую жизнь божественных имманентных эманаций  (парцуфим) в Четырёх Мирах. Средневековые зогарические представления о божественных персонах и мужских и женских силах были переосмыслены в лурианской каббале (XVI век) как космическое отчуждение, изгнание-искупление. Лурианская каббала ещё больше подчеркивала необходимость отстранения своей возвышенной персонификации от телесности.

## Общие ссылки
- Мистические концепции в хасидизме : Введение в каббалистические концепции и доктрины, Якоб Иммануэль Шохет, Kehot 1998. Также напечатано в конце двуязычного английского издания «Тания» . Глава 1: Антропоморфизм и метафоры